# Сигеткёз
Сигеткёз (венг. Szigetköz), также (Малый) Житный остров (Kis-Csallóköz, словац. Malý Žitný ostrov), Малый Шютт (нем. Kleine Schüttinsel) — речной остров в Северо-Западной Венгрии, на низменности Кишальфёльд. Растянут более чем на 50 км вдоль границы с Словакией, напротив середины словацкого Большого Житного острова. Ограничен Дунаем и его правобережным рукавом Мошони-Дуна (Мошонский Дунай), который ответвляется у Чуново и Дунакилити и впадает у деревни Венек. В Мошони-Дуна у города Мошонмадьяровар впадает Лайта, а у города Дьёр — Раба. Остров — наносный, возник из аллювия рек Дунай и Раба. Площадь — 375 км², это самый большой остров Венгрии. Административно относится к медье Дьёр-Мошон-Шопрон. В прошлом относился к комитатам Мошон и Дьёр Венгерского королевства.
Является популярным местом пешеходного и велосипедного туризма, а Мошони-Дуна — водного туризма (сплава на байдарках и каноэ).

## Этимология
Сложное слово Сигеткёз состоит из венгерских слов «сигет» (sziget) — «остров» и «кёз» (köz) — «междуречье». В старовенгерском языке сложное слово с последней частью «кёз» типологически входит в две группы: 1) имя нарицательное со значениям «вода» (víz), «река» (folyó) и «междуречье», например, Токёз (Tóköz), Визкёз (Vízköz), 2) имя нарицательное данной воды и член «кёз». Это слово обычно применимо для обозначения достаточно обширных пространств, ограниченных одной большой и одной маленькой реками, и это географическое пространство носит всегда название меньшей реки, впадающей в большую. К таким словам относится Чаллокёз (Csallóköz), Вагкёз (Vágköz), Темешкёз (Temesköz). Название Сигеткёз буквально означает «остров между».

## Флора
Представляет собой типичную пойму с небольшими песчанами грядами. В Средние века здесь преобладали пойменные леса. В настоящее время — преимущественно сельскохозяйственный ландшафт. Отличается плодородною аллювиальной почвой.  Однородные лугово-чернозёмные почвы формируются здесь на дренированных песчано-галечных отложениях Дуная и его правым притоков. Особенно благоприятен для земледелия, почему и носит название «Житного острова» от посевов жита (пшеницы). Овощеводство специализируется на выращивании капусты и перца.
Остатки первоначальной растительности представлены преимущественно зарослями кустарников и ивовыми лесами (ивняками) в временно затопляемой части вдоль Дуная и лиственными лесами в высокой части вдоль Мошони-Дуна и в районе деревни Дунасигет. Для листевенных лесов характерны дуб черешчатый, ясень обыкновенный, реже встречается ольха серая. На лугах растут растения из трибы орхидных подсемейства Орхидные, таких родов как ятрышник, офрис, пыльцеголовник, а также ужовник. На песчаных грядах часто встречаются небольшие ландышевые дубравы, например, у поселений Райка, Дунакилити, Кимле, Хедервар, Ашваньраро. По лесам растут купена, чистец лесной, фиалка душистая и эгонихон пурпурно-голубой. Только в лесу у Халаси подлесок в состоянии, близком к естественному.
Реликтовые пойменные леса встречаются небольшими участками. К нем относятся ивняки у деревень Мариакальнок, Дунакилити, Хедервар, Кисбайч. Реже встречается ольховый лес.
Водные растения, болотная и болотно-луговая растительность распространена в затонах. Среди аэрогидатофитов — шелковник плавающий, который в Венгрии встречается только на Сигеткёзе, напротив Мошонмадьяровара на берегу Мошони-Дуна, кубышка жёлтая, болотноцветник щитолистный.
Обширные тростниковые болота и связанные с ними высокотравные луга. Реликтовые осоковые луга редки.

## Животный мир
Район Сигеткёза является самым важным нерестилищем на венгерском участке Дуная.
На Сигеткёзе обитают 206 видов птиц, что составляет 57 % птичьей фауны Венгрии. Из них 166 видов находятся под охраной. Гнездятся 134 вида.
На Сигеткёзе обитает полёвка-экономка, которая является реликтом ледникового периода. Встречается благородный олень, реже косули, в большом количестве — кабан.

## Ландшафтный заповедник Сигеткёз
В 1987 году советом медье Дьёр-Мошон-Шопрон создан ландшафтный заповедник Сигеткёз (Szigetközi Tájvédelmi Körzet) площадью 9681,7 га, из которых охраняется 1426,6 га. 
Охрана была оправдана также строительством плотин Габчиково — Надьмарош. В 1989 году Венгрия приостановила строительство. Чехословакия в одностороннем порядке решила продолжить строительство. В 1991 году Венгрия заявила о денонсации договора 1977 года. В 1993 году Словакия и Венгрия обратились в Международный суд ООН. В ходе судебного процесса Венгрия заявила, что проект привёл бы к значительному падению уровня подземных вод в районе Сигеткёз.
Относится к национальному парку Фертё-Ханшаг.